# Ctenium elegans
Ctenium elegans är en gräsart som beskrevs av Carl Sigismund Kunth. Ctenium elegans ingår i släktet Ctenium, och familjen gräs. Inga underarter finns listade i Catalogue of Life.